# Phnom Penh Crown
Maillots
Actualités
Le Phnom Penh Crown Football Club (en khmer : ក្លឹបបាល់ទាត់ ភ្នំពេញក្រោន), plus couramment abrégé en Phnom Penh Crown, est un club cambodgien de football fondé en 2001 et basé à Phnom Penh, la capitale du pays.
Avec six succès en championnat, c'est la formation la plus titrée du Cambodge.

## Historique
- 2001 : Fondation du club sous le nom de Samart United
- 2002 : Premier titre de champion du Cambodge
- 2004 : Le club est renommé Hello United
- 2005 : Première participation à la Coupe du président de l'AFC
- 2006 : Le club est renommé Phnom Penh United
- 2007 : Le club est renommé Phnom Penh Empire
- 2009 : Le club est renommé Phnom Penh Crown
- 2015 : Première participation à la Coupe de l'AFC

## Palmarès
- Championnat du Cambodge (8) :
  - Champion : 2002, 2008, 2010, 2011, 2014, 2015, 2021 et 2022.

- Coupe du Cambodge (3) :
  - Vainqueur : 2008? 2009 et 2025.
  - Finaliste : 2010 et 2024.

- Supercoupe du Cambodge (2) :
  - Vainqueur : 2022 et 2023.

- Coupe du président de l'AFC :
  - Finaliste : 2011.